# European Rugby Challenge Cup (2019/2020)
European Rugby Challenge Cup 2019/2020 – dwudziesty czwarty sezon European Rugby Challenge Cup, rozgrywek klubowych w rugby union w Europie, które rangą przewyższa tylko European Rugby Champions Cup, zorganizowanych przez European Professional Club Rugby. Zwycięzcą rozgrywek została angielska drużyna Bristol Bears, która zdobyła to trofeum po raz pierwszy w historii. W rozegranym w Aix-en-Provence finale pokonała francuską ekipę Tulon. 

## Uczestnicy i system rozgrywek
W rozgrywce uczestniczyło 20 drużyn klubowych z krajów europejskich. 18 miejsc zagwarantowano drużynom z krajów uczestniczących w rozgrywkach Pucharu Sześciu Narodów – wszystkim drużynom uczestniczącym w poprzednich sezonach rozgrywek angielskiej ligi Premiership, francuskiej ligi Top 14 oraz międzynarodowej ligi Pro14 (z wyjątkiem drużyn z RPA), które nie zakwalifikowały się European Rugby Champions Cup. Z dwóch pozostałych miejsc, jedno uzyskała najlepsza drużyny poprzedniego sezonu rozgrywek European Rugby Continental Shield, w których uczestniczą drużyny z krajów europejskich nie biorących udziału w Pucharze Sześciu Narodów oraz z Włoch, a drugie zwycięzca play-off pomiędzy dwoma drużynami spoza trzech głównych lig uczestniczącymi w poprzednim sezonie Challenge Cup.
Uczestnicy rozgrywek:
| Premiership | Top 14 | Pro14                                                                           | Continental Shield                        |
| --- | --- | ------------------------------------------------------------------------------- | ----------------------------------------- |
| Anglia: - Wasps - Bristol Bears - Worcester Warriors - Leicester Tigers - London Irish (awans z RFU Championships) | Francja: - Castres - Stade Français - Tulon - Bordeaux Bègles - Pau - Agen - Bajonna (awans z Pro D2) - Brive (awans z Pro D2) | Walia: - Scarlets - Cardiff Blues - Dragons Szkocja: - Edynburg Włochy: - Zebre | Włochy: - Calvisano Rosja: - Jenisiej-STM |

W pierwszej fazie drużyny podzielono na pięć grup po cztery drużyny. Wszystkie zespoły grały ze sobą dwukrotnie: mecz i rewanż. Awans do fazy pucharowej uzyskali zwycięzcy grup oraz trzy najlepsze drużyny z drugich miejsc. W kolejnej fazie rozgrywki tocyłyą się w systemie pucharowym (ćwierćfinały, półfinały i finał), a drużyny rozgrywały ze sobą tylko po jednym meczu. W fazie pucharowej drużyny zostały rozstawione zgodnie z ustalonym na podstawie fazy grupowej rankingiem (od miejsca w rankingu uzależnione było też przyznanie roli gospodarza w ćwierćfinałach i półfinałach).
W fazie grupowej drużyny otrzymywały 4 punkty za zwycięstwo, 2 punkty za remis i 0 punktów w przypadku porażki. Ponadto otrzymywały punkty bonusowe: 1 punkt za zdobycie co najmniej 4 przyłożeń w meczu (niezależnie od wyniku) i 1 punkt za porażkę różnicą najwyżej 7 punktów. W przypadku równej liczby punktów o wyższym miejscu w grupowej tabeli decydował bilans bezpośrednich spotkań (liczba punktów, bilans punktów, liczba przyłożeń), a w przypadku braku rozstrzygnięcia lub braku bezpośrednich spotkań (w kwalifikacji do play-off) kolejno: bilans punktów, liczba przyłożeń, mniejsza liczba kar indywidualnych (żółtych i czerwonych kartek) i losowanie.

## Faza grupowa
Losowanie grup odbyło się w Lozannie 19 czerwca 2019. Spotkania pierwszej fazy odbyły się w następujących terminach: 15–17 i 22–24 listopada 2019, 6–8 i 13–15 grudnia 2019, 10–12 i 17–19 stycznia 2020.
Podział drużyn na grupy:
| Grupa 1                                                 | Grupa 2                                     | Grupa 3                                     | Grupa 4                                          | Grupa 5                                              |
| ------------------------------------------------------- | ------------------------------------------- | ------------------------------------------- | ------------------------------------------------ | ---------------------------------------------------- |
| - Castres - Worcester Warriors - Dragons - Jenisiej-STM | - Scarlets - Tulon - London Irish - Bajonna | - Wasps - Edynburg - Bordeaux Bègles - Agen | - Stade Français - Bristol Bears - Zebre - Brive | - Cardiff Blues - Leicester Tigers - Pau - Calvisano |

### Grupa 1
Wyniki spotkań:
|                    | Castres | Worcester Warriors | Dragons | Jenisiej-STM |
| Castres            | –       | 17:9               | 42:14   | 22:10        |
| Worcester Warriors | 27:33   | –                  | 34:28   | 66:10        |
| Dragons            | 31:17   | 25:16              | –       | 47:5         |
| Jenisiej-STM       | 12:28   | 14:57              | 22:49   | –            |

Tabela (w kolorze zielonym wiersze z drużynami, które awansowały do ćwierćfinału):
| Pozycja | Drużyna            | Mecze | Wygrane | Remisy | Porażki | Bilans punktów | Bilans przyłożeń | Punkty bonusowe | Punkty razem |
| ------- | ------------------ | ----- | ------- | ------ | ------- | -------------- | ---------------- | --------------- | ------------ |
| 1.      | Castres            | 6     | 5       | 0      | 1       | 159:103        | 22:12            | 3               | 23           |
| 2.      | Dragons            | 6     | 4       | 0      | 2       | 194:136        | 24:17            | 4               | 20           |
| 3.      | Worcester Warriors | 6     | 3       | 0      | 3       | 209:127        | 27:14            | 4               | 16           |
| 4.      | Jenisiej-STM       | 6     | 0       | 0      | 6       | 73:269         | 10:40            | 0               | 0            |

### Grupa 2
Wyniki spotkań:
|              | Scarlets | Tulon | London Irish | Bajonna |
| Scarlets     | –        | 15:27 | 20:16        | 46:5    |
| Tulon        | 17:16    | –     | 37:17        | 50:6    |
| London Irish | 14:33    | 20:26 | –            | 45:31   |
| Bajonna      | 11:19    | 13:20 | 27:10        | –       |

Tabela (w kolorze zielonym wiersze z drużynami, które awansowały do ćwierćfinału):
| Pozycja | Drużyna      | Mecze | Wygrane | Remisy | Porażki | Bilans punktów | Bilans przyłożeń | Punkty bonusowe | Punkty razem |
| ------- | ------------ | ----- | ------- | ------ | ------- | -------------- | ---------------- | --------------- | ------------ |
| 1.      | Tulon        | 6     | 6       | 0      | 0       | 177:87         | 25:8             | 4               | 28           |
| 2.      | Scarlets     | 6     | 4       | 0      | 2       | 149:90         | 17:11            | 3               | 19           |
| 3.      | Bajonna      | 6     | 1       | 0      | 5       | 93:190         | 12:28            | 3               | 7            |
| 4.      | London Irish | 6     | 1       | 0      | 5       | 122:174        | 16:23            | 3               | 7            |

### Grupa 3
Wyniki spotkań:
|                 | Wasps | Edynburg | Bordeaux Bègles | Agen  |
| Wasps           | –     | 7:9      | 0:27            | 32:14 |
| Edynburg        | 31:20 | –        | 16:16           | 36:0  |
| Bordeaux Bègles | 40:30 | 32:17    | –               | 33:6  |
| Agen            | 24:52 | 10:31    | 3:73            | –     |

Tabela (w kolorze zielonym wiersze z drużynami, które awansowały do ćwierćfinału):
| Pozycja | Drużyna         | Mecze | Wygrane | Remisy | Porażki | Bilans punktów | Bilans przyłożeń | Punkty bonusowe | Punkty razem |
| ------- | --------------- | ----- | ------- | ------ | ------- | -------------- | ---------------- | --------------- | ------------ |
| 1.      | Bordeaux Bègles | 6     | 5       | 1      | 0       | 221:72         | 28:6             | 4               | 26           |
| 2.      | Edynburg        | 6     | 4       | 1      | 1       | 140:85         | 16:9             | 3               | 21           |
| 3.      | Wasps           | 6     | 2       | 0      | 4       | 141:145        | 18:16            | 3               | 11           |
| 4.      | Agen            | 6     | 0       | 0      | 6       | 57:257         | 6:37             | 0               | 0            |

### Grupa 4
Wyniki spotkań:
|                | Stade Français | Bristol Bears | Zebre | Brive |
| Stade Français | –              | 16:18         | 24:59 | 11:27 |
| Bristol Bears  | 37:11          | –             | 59:21 | 52:3  |
| Zebre          | 12:13          | 7:7           | –     | 27:24 |
| Brive          | 33:29          | 0:36          | 24:10 | –     |

Tabela (w kolorze zielonym wiersze z drużynami, które awansowały do ćwierćfinału):
| Pozycja | Drużyna        | Mecze | Wygrane | Remisy | Porażki | Bilans punktów | Bilans przyłożeń | Punkty bonusowe | Punkty razem |
| ------- | -------------- | ----- | ------- | ------ | ------- | -------------- | ---------------- | --------------- | ------------ |
| 1.      | Bristol Bears  | 6     | 5       | 1      | 0       | 209:58         | 27:6             | 4               | 26           |
| 2.      | Brive          | 6     | 3       | 0      | 3       | 111:165        | 14:22            | 2               | 14           |
| 3.      | Zebre          | 6     | 2       | 1      | 3       | 106:151        | 15:19            | 3               | 13           |
| 4.      | Stade Français | 6     | 1       | 0      | 5       | 104:156        | 11:20            | 4               | 8            |

### Grupa 5
Wyniki spotkań:
|                  | Cardiff Blues | Pau   | Leicester Tigers | Calvisano |
| Cardiff Blues    | –             | 54:22 | 11:14            | 64:3      |
| Pau              | 34:29         | –     | 24:17            | 61:10     |
| Leicester Tigers | 30:20         | 41:20 | –                | 59:7      |
| Calvisano        | 16:38         | 19:47 | 13:20            | –         |

Tabela (w kolorze zielonym wiersze z drużynami, które awansowały do ćwierćfinału):
| Pozycja | Drużyna          | Mecze | Wygrane | Remisy | Porażki | Bilans punktów | Bilans przyłożeń | Punkty bonusowe | Punkty razem |
| ------- | ---------------- | ----- | ------- | ------ | ------- | -------------- | ---------------- | --------------- | ------------ |
| 1.      | Leicester Tigers | 6     | 5       | 0      | 1       | 181:95         | 23:10            | 3               | 23           |
| 2.      | Pau              | 6     | 4       | 0      | 2       | 208:170        | 29:23            | 3               | 19           |
| 3.      | Cardiff Blues    | 6     | 3       | 0      | 3       | 216:119        | 30:13            | 6               | 18           |
| 4.      | Calvisano        | 6     | 0       | 0      | 6       | 68:289         | 7:43             | 1               | 1            |

## Faza pucharowa
Spotkania w fazie pucharowej pierwotnie zaplanowano w następujących terminach:
- ćwierćfinały – 3–5 kwietnia 2020,
- półfinały – 1–3 maja 2020,
- finał – 22 maja 2020 (na stadionie Stade de Marseille w Marsylii)[4].

Jednak z uwagi na pandemię COVID-19 16 marca 2020 ogłoszono przesunięcie ćwierćfinałów rozgrywek, a 24 marca 2020 także półfinałów i finału, bez wyznaczania nowych terminów. W czerwcu wskazano nowe terminy fazy pucharowej:
- ćwierćfinały – 18–20 września 2020,
- półfinały – 25–27 września 2020,
- finał – 16 października 2020[9].

Z powodu pandemii zrezygnowano z rozgrywania finału w Marsylii (zaplanowano tam w tej sytuacji finał kolejnego sezonu rozgrywek), a z uwagi na znaczne przesunięcie w czasie terminów fazy pucharowej dopuszczono możliwość wystąpienia zawodników w innych klubach, niż te, które reprezentowali w fazie grupowej.

### Drabinka
|  |              |                  |              |                  |    |           |               |           |  |  |       |       |       |
|  | Ćwierćfinały | Ćwierćfinały     | Ćwierćfinały |                  |    | Półfinały | Półfinały     | Półfinały |  |  | Finał | Finał | Finał |
|  | Ćwierćfinały | Ćwierćfinały     | Ćwierćfinały |                  |    | Półfinały | Półfinały     | Półfinały |  |  | Finał | Finał | Finał |
|  |              |                  |              |                  |    |           |               |           |  |  |       |       |       |
|  |              |                  |              |                  |    |           |               |           |  |  |       |       |       |
|  | 1            | Tulon            | 11           |                  |    |           |               |           |  |  |       |       |       |
|  | 1            | Tulon            | 11           |                  |    |           |               |           |  |  |       |       |       |
|  | 8            | Scarlets         | 6            |                  |    |           |               |           |  |  |       |       |       |
|  | 8            | Scarlets         | 6            |                  |    | 1         | Tulon         | 34        |  |  |       |       |       |
|  |              |                  |              |                  |    | 1         | Tulon         | 34        |  |  |       |       |       |
|  |              |                  | 4            | Leicester Tigers | 19 |           |               |           |  |  |       |       |       |
|  | 4            | Leicester Tigers | 4            | Leicester Tigers | 19 | 0         |               |           |  |  |       |       |       |
|  | 4            | Leicester Tigers |              |                  |    |           |               |           |  |  |       |       |       |
|  | 5            | Castres          | 0            |                  |    |           |               |           |  |  |       |       |       |
|  | 5            | Castres          | 0            |                  |    | 1         | Tulon         | 19        |  |  |       |       |       |
|  |              |                  |              |                  |    |           |               |           |  |  |       |       |       |
|  |              |                  | 2            | Bristol Bears    | 32 |           |               |           |  |  |       |       |       |
|  | 3            | Bordeaux Bègles  | 2            | Bristol Bears    | 32 | 23        |               |           |  |  |       |       |       |
|  | 3            | Bordeaux Bègles  |              |                  |    |           |               |           |  |  |       |       |       |
|  | 6            | Edynburg         | 14           |                  |    |           |               |           |  |  |       |       |       |
|  | 6            | Edynburg         | 14           |                  |    | 2         | Bristol Bears | 37        |  |  |       |       |       |
|  |              |                  |              |                  |    | 2         | Bristol Bears | 37        |  |  |       |       |       |
|  |              |                  | 3            | Bordeaux Bègles  | 20 |           |               |           |  |  |       |       |       |
|  | 2            | Bristol Bears    | 3            | Bordeaux Bègles  | 20 | 56        |               |           |  |  |       |       |       |
|  | 2            | Bristol Bears    |              |                  |    |           |               |           |  |  |       |       |       |
|  | 7            | Dragons          | 17           |                  |    |           |               |           |  |  |       |       |       |
|  | 7            | Dragons          | 17           |                  |    |           |               |           |  |  |       |       |       |

### Ćwierćfinały
Spotkanie Leicester Tigers – Castres zostało odwołane z powodu stwierdzenia w drużynie gości przed wyjazdem na mecz czterech przypadków zarażenia chorobą COVID-19. W tej sytuacji awans przyznano Leicester Tigers.
| 18 września 2020 | Bristol Bears | 56:17           | Dragons                                                                  | Ashton Gate Stadium, Bristol Widzów: 0 Sędzia: Mathieu Raynal |
| 18 września 2020 | Punkty: Callum Sheedy 21 (6pd 3K), Ben Earl 10 (2P), Nathan Hughes 5 (P), Semi Radradra 5 (P), Chris Vui 5 (P), Max Malins 5 (P), Dan Thomas 5 (P) | (24:10) Relacja | Punkty: Sam Davies 7 (2pd K), Ashton Hewitt 5 (P), Rhodri Williams 5 (P) | Ashton Gate Stadium, Bristol Widzów: 0 Sędzia: Mathieu Raynal |

| 19 września 2020 | Bordeaux Bègles | 23:14          | Edynburg                                                                     | Stade Chaban-Delmas, Bordeaux Widzów: 1000 Sędzia: Frank Murphy |
| 19 września 2020 | Punkty: Matthieu Jalibert 10 (2pd 2K), Santiago Cordero 5 (P), Jean-Baptiste Dubié 5 (P), Ben Botica 3 (K) Ben Tameifuna | (14:3) Relacja | Punkty: Jaco van der Walt 6 (2K), Damien Hoyland 5 (P), Blair Kinghorn 3 (K) | Stade Chaban-Delmas, Bordeaux Widzów: 1000 Sędzia: Frank Murphy |

| 19 września 2020 | Tulon                                               | 11:6          | Scarlets                       | Stade Félix Mayol, Tulon Widzów: 5000 Sędzia: Andrew Brace |
| 19 września 2020 | Punkty: Louis Carbonel 6 (2K), Sergio Parisse 5 (P) | (0:6) Relacja | Punkty: Leigh Halfpenny 6 (2K) | Stade Félix Mayol, Tulon Widzów: 5000 Sędzia: Andrew Brace |

|  | Leicester Tigers | odwołany | Castres |  |
|  |                  |          |         |  |

### Półfinały
| 25 września 2020 | Bristol Bears                                                                                                | 37:20 pd.             | Bordeaux Bègles                                                                                | Ashton Gate Stadium, Bristol Widzów: 0 Sędzia: Frank Murphy |
| 25 września 2020 | Punkty: Callum Sheedy 17 (4pd 3K), Max Malins 10 (2P), Steve Luatua 5 (P), Piers O’Conor 5 (P) Semi Radradra | (7:13, 20:20) Relacja | Punkty: Matthieu Jalibert 11 (P 2K), Joseph Dweba 5 (P), Maxime Lucu 2 (pd), Ben Botica 2 (pd) | Ashton Gate Stadium, Bristol Widzów: 0 Sędzia: Frank Murphy |

| 26 września 2020 | Tulon | 34:19           | Leicester Tigers                                                                     | Stade Félix Mayol, Tulon Widzów: 4800 Sędzia: Mike Adamson |
| 26 września 2020 | Punkty: Louis Carbonel 14 (4pd 2K), Gabin Villière 10 (2P), Bryce Heem 5 (P), Facundo Isa 5 (P) Sergio Parisse | (20:11) Relacja | Punkty: George Ford 9 (3K), Nemani Nadolo 6 (2K), Harry Potter 6 (2K) Tomás Lavanini | Stade Félix Mayol, Tulon Widzów: 4800 Sędzia: Mike Adamson |

### Finał
| 16 października 2020 | Tulon                                               | 19:32           | Bristol Bears                                                            | Stade Maurice-David, Aix-en-Provence Widzów: 1000 Sędzia: Andrew Brace |
| 16 października 2020 | Punkty: Louis Carbonel 14 (pd 4K), Bryce Heem 5 (P) | (10:16) Relacja | Punkty: Callum Sheedy 22 (2pd 6K), Harry Randall 5 (P), Max Malins 5 (P) | Stade Maurice-David, Aix-en-Provence Widzów: 1000 Sędzia: Andrew Brace |

## Statystyki turnieju
Najwięcej punktów w rozgrywkach – 100 – zdobył Callum Sheedy z Bristol Bears. Najwięcej przyłożeń w rozgrywkach (5) zdobył Jamie Shillcock z Worcester Warriors.